# When The Thames Froze
When The Thames Froze is een single van Smith & Burrows. Het nummer werd in 2011 uitgeroepen tot 3FM Megahit. De single behaalde de 36e positie in de Nederlandse Top 40 en de 10e positie in de Ultratop 50. Het nummer stond tevens op de derde plaats in de Afrekening van Studio Brussel.

## Hitnotering
| Single met eventuele hitnotering(en) in de Nederlandse Top 40 | Datum van verschijnen | Datum van binnenkomst | Hoogste positie | Aantal weken | Opmerkingen |
| ------------------------------------------------------------- | --------------------- | --------------------- | --------------- | ------------ | ----------- |
| When the Thames froze                                         | 07-11-2011            | 17-12-2011            | 36              | 3            |             |

| Single met hitnotering(en) in de Vlaamse Ultratop 50 | Datum van verschijnen | Datum van binnenkomst | Hoogste positie | Aantal weken | Opmerkingen |
| ---------------------------------------------------- | --------------------- | --------------------- | --------------- | ------------ | ----------- |
| When the Thames froze                                | 2011                  | 10-12-2011            | 10              | 7            |             |